# أحمد بن إسحاق الأشعري القمي
أحمد بن إسحاق الأشعري القمي (تُوفي بين عامي 874 و877 م) هو من أكثر رواة الحديث ثقة عند الشيعة. ويقال أنه وفد من قم إلى العسكري. ويقال أيضًا إن الهادي قضى على أحمد ديونًا قدرها ثلاثون ألف دينار. التقى بأئمة الشيعة الأربعة الأخيرين (محمد الجواد، علي الهادي، الحسن العسكري، ومحمد المهدي) وكان من أصحابهم ووكيل الإمام الحادي عشر عند الشيعة.
يقع قبره في مدينة سربل ذهاب، في محافظة كرمانشاه، في إيران. أُقيم المؤتمر الدولي تكريمًا له في آذار 2011، وأثناء إصدار طابعه، بدأت عملية إعادة بناء قبره.

## علم الأنساب
أحمد بن إسحاق الأشعري القمي، من آل الأشعري . ونسبه: أحمد بن إسحاق بن عبد الله بن سعد بن مالك الأحواس الأشعري . كنيته أبو علي.
وكان أجداده من قبيلة الأشعريين الذين سكنوا مدينة الكوفة. وأما جده الرابع، أحوص بن صائل الأشعري، فقد اشترك سنة 739م في ثورة زيد بن علي، وتولى قيادة فيلقه، وبعد استشهاد زيد قُبض عليه. وبعد أربع سنوات من الحبس في سجن الحجاج، أُطلق سراحه بشفاعة أخيه عبد الله، ثم هاجرا إلى قم وشكلوا قبيلة الأشاعرة في قم هربًا من بطش الحجاج.
وكان أبوه إسحاق بن عبد الله بن سعد من ثقات الرواة في قم، ويروي عن جعفر الصادق وموسى الكاظم.

## صاحب الأئمة الثلاثة
يقول علماء الشيعة أن أحمد بن إسحاق كان من أصحاب محمد الجواد (التاسع من الأئمة الاثني عشر) وعلي الهادي (العاشر من الأئمة الاثني عشر) ومن أقرب أصحاب الحسن العسكري (الحادي عشر من الأئمة الاثني عشر) وروى عنهما. كما أدرجت له بعض الكتب منها علل الصوم، ومسائل الرجال.

## وكيل الحسن العسكري
وفي بعض المصادر يذكر أنه وكيل الإمام الحسن العسكري (الحادي عشر من الأئمة الاثني عشر عند الشيعة) في أوقاف قم. وقد اعتبره البعض وكيلًا لعلي الهادي (الإمام العاشر) مستندين إلى بعض الأدلة.

## القضايا
كان أحمد بن إسحاق وكيل الأئمة في مدينة قم، وكان مسؤولًا عن قضايا الناس الفقهية والعقائدية (في العلوم الإسلامية). فجمع أموالهم وأرسلها إلى الإمام الحسن العسكري عليه السلام. كما اتخذ الإجراءات اللازمة بشأن الأوقاف، ومن المعلوم أنه بأمر الإمام العسكري شرع في بناء مسجد في مدينة قم، وهو المعروف اليوم بمسجد الإمام الحسن العسكري.
وكان أيضًا عالمًا بالحديث، يروي عن أحد عشر شيخًا وثلاثة وعشرون من رواة الشيعة هم تلامذته ورواته. وقد أثنى عليه رجال الحديث والرواة الأوائل على أمانته، ونقلوا عنه عدة أحاديث.

## الوفاة
وبحسب كتاب محمد بن عمر بن عبد العزيز الكشي رجال الكشي ، فإن أحمد بن إسحاق كان حيا إلى ما بعد استشهاد الإمام الحسن العسكري. وبحسب هذه الرواية فقد كتب رسالة إلى الإمام محمد المهدي (ابن وخليفة الحسن العسكري ) يطلب فيها الإذن بالحج. فأذن له الإمام وأرسل إليه قطعة قماش. فلما رأى أحمد الثوب قال: نعى الإمام موتي. توفي أثناء عودته من الحج في حلوان بإيران.
جاء في كتاب دلائل الإمامة أن أحمد بن إسحاق كان يعمل وكيلًا للإمام محمد المهدي حتى استأذنه في الذهاب إلى قم. وكان الإمام قد ذكر في طلب الإذن بالسفر أنه لن يصل إلى قم وسوف يمرض في الطريق ويموت. فمرض بحلوان فمات ودفن هناك. وبحسب هذا، يُقال إن تاريخ وفاته كان في الفترة ما بين 874 إلى 877 ميلادية. وبطبيعة الحال، وحسب رواية الشيخ الصدوق، فإنه توفي في حياة الإمام الحسن العسكري أو بعده ببضعة سنين.
قبره في مدينة سربل ذهاب هو مزار شيعي.

## الإرث
انعقد المؤتمر الأول لتكريم أحمد بن إسحاق الأشعري القمي في كرمانشاه في أيار 2006. كما عُقد مؤتمر دولي على شرف أحمد بن إسحاق أشعري قمي في آذار 2011. تم الكشف عن طابع بريدي خاص بهذا المؤتمر في الحفل.

## طالع أيضًا
- زكريا بن إدريس الأشعري القمي
- زكريا بن آدم الأشعري القمي
- أبو حمزة الثمالي
- صفوان بن يحيى
- سيد محمد حجة كوه كماري
- محمد بن عمر الكشي
- ميرزا يي قمي
- آغا حسين الخنساري
- محمد جعفر السبزواري
- المحقق السبزواري

## روابط خارجية
- صور قبر "أحمد بن إسحاق الأشعري القمي".
- صور مسجد الامام الحسن العسكري